# Place du Cardinal-Lavigerie
La place du Cardinal-Lavigerie est une voie située dans les quartiers de Bel-Air et de Picpus du 12e arrondissement de Paris.

## Situation et accès
La place du Cardinal-Lavigerie est accessible à proximité par la ligne de métro 8 à la station Porte de Charenton, par la ligne 3a du tramway d'Île-de-France aux arrêts Porte Dorée et Porte de Charenton.

## Origine du nom
Elle porte le nom du cardinal Charles Lavigerie (1825-1892), missionnaire au Liban et primat d'Afrique en raison de la proximité du musée des Colonies.

## Historique
Cette voie a été ouverte à la fin des années 1920 à l'endroit des bastions nos 4 et 5 de l'enceinte de Thiers en vue de la réalisation de l'Exposition coloniale internationale (1931) et prend son nom actuel en 1936.

## Bâtiments remarquables et lieux de mémoire
- Accès au bois de Vincennes et à la pelouse de Reuilly par la porte de Reuilly qu'elle englobe.